# Noel Baxter
Noel Baxter (* 25. Juli 1981 in Dundee, Schottland) ist ein ehemaliger britischer Skirennläufer. Er nahm mehrfach an Olympischen Spielen und Weltmeisterschaften teil und war auf die technischen Disziplinen Slalom und Riesenslalom spezialisiert. Derzeit trainiert er die britische Damen-Weltcupmannschaft. Sein älterer Halbbruder Alain Baxter war ebenfalls Skirennläufer.

## Biografie

### Anfänge und Europacup
Noel Baxter stammt aus Aviemore in den schottischen Highlands und ist Mitglied des nach dem gleichnamigen Berg benannten Cairngorm Ski Club. Seine Großmutter May Baxter († 2011), die in der Textilindustrie tätig war, gilt in Schottland als Skipionierin. Vater Ian war wie sein acht Jahre älterer Halbbruder Alain Skirennläufer. Cousine Lesley McKenna war als Snowboarderin in der Halfpipe aktiv. Nicht zuletzt aufgrund der Familien Baxter und McKenna ist Aviemore als jener Ort bekannt, der die höchste Dichte an Olympioniken in ganz Großbritannien aufweisen kann.
Im Spätwinter 1997 bestritt er im Alter von 15 Jahren seine ersten FIS-Rennen. Zwei Jahre später gelangen ihm bei den Heimrennen in der Nevis Range seine ersten beiden Siege. In derselben Saison nahm er in Pra-Loup erstmals an Juniorenweltmeisterschaften teil, kam über die Ränge 51 und 57 in Riesenslalom und Super-G jedoch nicht hinaus. Im Slalom schied er aus. Bei den Juniorenweltmeisterschaften 2001 in Verbier konnte er sich leicht verbessern und belegte die Ränge 26 und 43 in Slalom und Riesenslalom. Im folgenden Dezember debütierte er in Val Thorens im Europacup. Bis März 2011 bestritt er 88 EC-Rennen und konnte sich dabei siebenmal unter den besten zehn klassieren. Seine besten Ergebnisse waren drei fünfte Ränge im Slalom. Zwei davon gelangen ihm auf dem Podkoren in Kranjska Gora (Januar 2003 und März 2006), einer in Oberjoch (Februar 2010). Seine höchste Platzierung in der Gesamtwertung war Rang 51 in der Saison 2003/04, in der Slalomwertung belegte er 2005/06 Rang 13. Bessere Ergebnisse errang er im South American Cup, in dem er im Sommer 2006 drei Siege feierte, sowie im Australia New Zealand Cup, in dem er 2009 einmal gewann.

### Weltcup und erste Großereignisse
Am 13. Januar 2002 gab Baxter im Slalom von Wengen sein Weltcup-Debüt. Mit Starts bei zwei weiteren Klassikern, den Slaloms in Kitzbühel und Schladming, bereitete er sich auf seine ersten Olympischen Winterspiele vor und gehörte in Salt Lake City zum sechsköpfigen Ski-Aufgebot des Vereinigten Königreichs. Bruder Alain sorgte im Zuge dieser Spiele für große Aufmerksamkeit, als er mit Slalom-Bronze zunächst die erste britische Alpin-Medaille bejubeln durfte, später aber wegen eines unerlaubten Präparats in seinem Inhalator disqualifiziert wurde. Noels 20. Platz im selben Rennen blieb dadurch weitgehend unbeachtet.
Im Februar 2003 bestritt er in St. Moritz seine ersten Weltmeisterschaften und belegte Rang 24 in seiner Paradedisziplin Slalom. In den folgenden Wintern absolvierte er eine Mischung aus Weltcup-, Europacup- und FIS-Rennen und trat bis inklusive den Weltmeisterschaften 2009 in Val-d’Isère zu allen Großereignissen an. Im Weltcup bestritt er insgesamt 51 Rennen, darunter vornehmlich Slaloms. Lediglich dreimal konnte er sich unter den besten 30 klassieren und zweimal Weltcup-Punkte gewinnen. Erstmals gelang ihm dies im Januar 2004 mit Rang 26 im Lauberhorn-Slalom. Nur einen Monat später konnte er als 27. von St. Anton daran anknüpfen, erhielt aufgrund des zu großen Zeitrückstandes aber keine Punkte. Im November 2006 erreichte er mit Rang 28 in der Kombination von Beaver Creek seine einzige Punkteplatzierung in dieser Disziplin.

### Erfolge und Karriereende
Erfolgreicher war Baxter auf nationaler Ebene. Zwischen 2003 und 2010 gewann er sieben britische Meistertitel, vier davon im Slalom und drei im Riesenslalom. Zudem wurde er je einmal Vizemeister in Abfahrt, Super-G und Slalom. Sein bestes Resultat im Rahmen von fünf WM-Teilnahmen erreichte er 2007 in Åre, wo er den Slalom auf Rang 15 abschloss. Bei den Olympischen Spielen 2006 in Turin sorgte er mit Rang 14 in der Kombination für das beste Olympia-Ergebnis eines Briten in dieser Disziplin. Im Slalom egalisierte er seine Platzierung von Salt Lake City. Eine dritte Olympiateilnahme bei den Spielen in Vancouver blieb ihm verwehrt. Mutter Janice intervenierte bei Sportministerin  Tessa Jowell gegen die ihrer Ansicht nach unfaire Nichtberücksichtigung ihres Sohnes und versuchte mithilfe eines Anwalts erfolglos, eine Startberechtigung im Slalom zu erzwingen. Im Anschluss an seine letzte volle Saison musste sich Baxter im Mai 2011 einer Operation am vorderen Kreuzband unterziehen. Insgesamt erlitt der Brite während seiner Laufbahn sechs Knieverletzungen.
Im Oktober 2012 gab Baxter seinen Rücktritt vom aktiven Leistungssport bekannt. Wegen Geldmangels und hartnäckiger Verletzungen konnte er sein letztes Ziel, die Teilnahme an den Olympischen Spielen in Sotschi, nicht mehr realisieren. Seine langjährige Trainingspartnerin Chemmy Alcott würdigte ihn als „fantastischen Skifahrer“. Im März 2013 bestritt er in Kanada seine letzten beiden FIS-Rennen.
Noel Baxter blieb dem Skisport nach seinem Karriereende erhalten und trainiert nach Station im spanischen Team derzeit die britische Weltcup-Mannschaft der Damen.

## Erfolge

### Olympische Spiele
- Salt Lake City 2002: 20. Slalom
- Turin 2006: 14. Kombination, 20. Slalom

### Weltmeisterschaften
- St. Moritz 2003: 24. Slalom
- Bormio 2005: 21. Slalom
- Åre 2007: 15. Slalom, 25. Super-Kombination, 38. Super-G
- Val-d’Isère 2009: 17. Slalom, 35. Riesenslalom

### Weltcup
- 3 Platzierungen unter den besten 30

### Weltcupwertungen
| Saison  | Gesamt | Gesamt | Slalom | Slalom | Kombination | Kombination |
| Saison  | Platz  | Punkte | Platz  | Punkte | Platz       | Punkte      |
| ------- | ------ | ------ | ------ | ------ | ----------- | ----------- |
| 2003/04 | 135.   | 5      | 56.    | 5      | –           | –           |
| 2006/07 | 143.   | 3      | –      | –      | 49.         | 3           |

### South American Cup
- Saison 2006: 4. Gesamtwertung, 2. Riesenslalomwertung, 4. Kombinationswertung[A 1]
- 5 Podestplätze, davon 3 Siege:

| Datum             | Ort         | Land        | Disziplin    |
| ----------------- | ----------- | ----------- | ------------ |
| 24. August 2006   | Las Leñas   | Argentinien | Riesenslalom |
| 2. September 2006 | La Parva    | Chile       | Slalom       |
| 3. September 2006 | El Colorado | Chile       | Riesenslalom |

1. ↑  Die Rennen des South American Cup werden jährlich im August und September (Südwinter) ausgetragen und bereits der kommenden, internationalen Saison zugerechnet.

### Australian New Zealand Cup
- Saison 2009: 4. Gesamtwertung, 1. Kombinationswertung, 3. Slalomwertung, 7. Super-G-Wertung[A 1]
- Saison 2010: 7. Slalomwertung
- 4 Podestplätze, davon 1 Sieg:

| Datum             | Ort        | Land       | Disziplin         |
| ----------------- | ---------- | ---------- | ----------------- |
| 9. September 2009 | Mount Hutt | Neuseeland | Super-Kombination |

1. ↑  Die Rennen des Australia New Zealand Cup werden jährlich im August und September (Südwinter) ausgetragen und bereits der kommenden, internationalen Saison zugerechnet.

### Juniorenweltmeisterschaften
- Pra-Loup 1999: 51. Riesenslalom, 57. Super-G
- Verbier 2000: 26. Slalom, 43. Riesenslalom

### Weitere Erfolge
- 7 britische Meistertitel (Slalom 2003, 2006, 2007 und 2010, Riesenslalom 2004, 2005 und 2006)
- 3 britischer Vizemeistertitel (Abfahrt 2003, Super-G 2004, Slalom 2004)
- 1 Podestplatz im Nor-Am Cup
- 1 Podestplatz im Far East Cup
- 10 Siege in FIS-Rennen